# Paska (Lebensmittel)

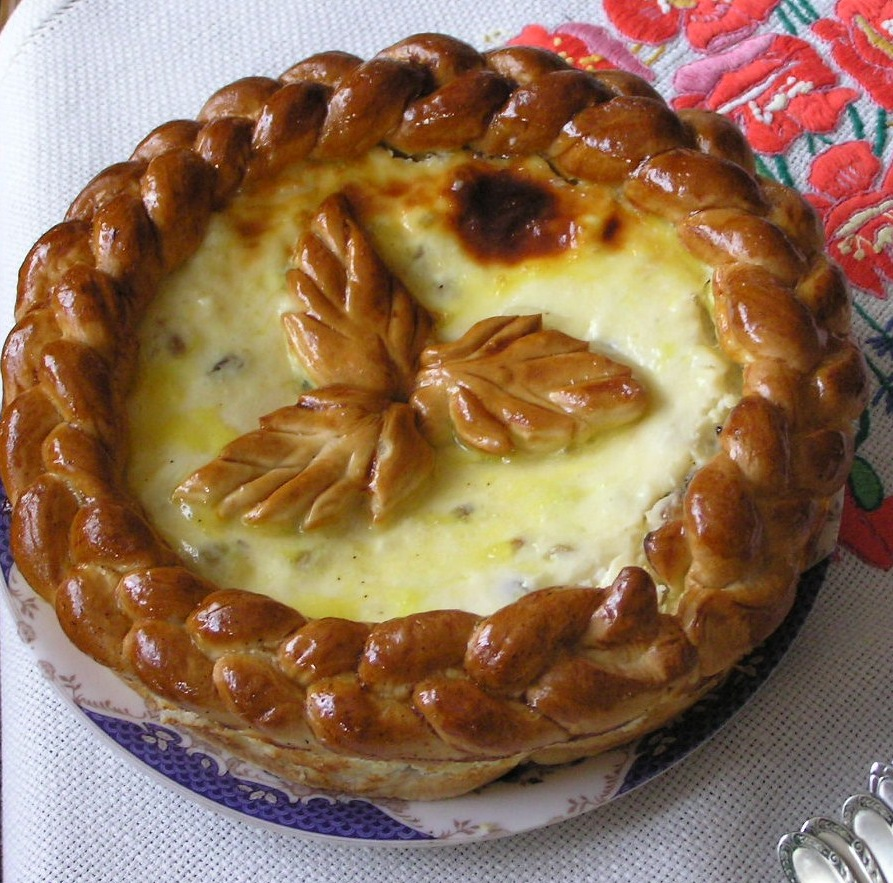
Rumänische Pască

Paska (russisch und ukrainisch паска, rumänisch pască, georgisch პასკა) ist ein Milchbrot, das traditionell zu Ostern gebacken wird. Es ist hauptsächlich in den Ländern Osteuropas, des Kaukasus und Zentralasiens verbreitet. Es wird aus Milch, Eiern, Mehl und Zitronen hergestellt und schmeckt süß. Es wird, ähnlich wie ein Hefezopf, mit Teigformen geschmückt. In der Mitte ist oft ein Kreuz zu finden. Vor dem Backen wird der Teig von außen mit Milch befeuchtet, wodurch sich die Kruste später kastanienbraun färbt. Durch das Eigelb bekommt die Paska im Inneren eine gelbliche Farbe.
In Rumänien, in der Ukraine und Südrussland wird als Paska das traditionelle Osterbrot bezeichnet, das in Russland auch als Kulitsch bekannt ist.